# 唐庆诒
唐慶詒（1898年—1986年），字謀伯，為前交通大學外文系主任，美國哥倫比亞大學碩士。

## 生平
唐慶詒1898年生於北京，為教育家唐文治之長子。1911年入讀南洋公學中院，四年後前往美國伯洛伊特學院，1918年升讀哥倫比亞大學，及後獲得碩士學位。畢業後曾出任嚴鹤齡的秘書以及交通大學外文系主任，1986年過身。
唐慶詒曾於美國留學期間獲得第29屆大學校際英文演講比赛第一名，轟動一時。

## 家庭
1922年，唐慶詒與表妹俞慶棠結婚，兩人育有五個孩子，分別是長女唐孝純、獨子唐孝宣、次女唐孝端、三女唐孝英、四女唐孝慧。